# Сибирь (концертно-спортивный комплекс)
ЛДС «Сибирь» — ледовый дворец спорта в Новосибирске. Вместимость 6 055 зрителей.
С начала хоккейного сезона 1964 и до 2023 года здесь проводила домашние матчи хоккейная команда ХК «Сибирь».

## История
Ледовый дворец спорта «Сибирь» был открыт в Новосибирске в 1964 году. Каток с искусственным льдом был оснащён холодильными установками, тип которых в СССР на тот момент был задействован только во Дворце спорта в Лужниках, в то время они считались самыми мощными в мире. Это позволило новосибирским командам приступать к тренировкам и играм в любое время года.
Первый матч на льду ЛДС прошёл 4 сентября 1964 года между молодёжной командой «Сибирь» и сборной города.
В настоящее время ЛДС является домашней ареной Спортшколы ХК Сибирь, помимо спортшколы в лдс работают школы фигурного катания, имеется отдельное помещение для занятий лёгкой атлетикой.
Помимо хоккейных матчей спортшколы ХК Сибирь«проводятся концерты, в его стенах выступали такие всемирно известные исполнители, как Deep Purple, Scorpions, Гэри Мур, The Offspring, 30 Seconds To Mars,The Prodigy, Placebo, Roxette и другие. В 1995, 1997, 2001, 2006 и 2011 году проводились международные Турниры на призы Александра Карелина